# 11. Bayerische Theatertage Ingolstadt 1993
Die 11. Bayerischen Theatertage fanden vom 7. bis 23. Mai 1993 in Ingolstadt statt, das damit zum zweiten Mal nach 1986 Gastgeber der Bayerischen Theatertage, des größten bayerischen Theaterfestivals, war.

## Programm
Bei den 11. Bayerischen Theatertagen führten vierzehn Bühnen aus Bayern, das Kabarett aus Ingolstadt, Heinz-Bosl-Stiftung München und die Otto-Falckenberg-Schule München an 16 Tagen 31 Produktionen (pro Festivaltag zwei Vorstellungen, keine Vorstellungen am 12. Mai, drei am 16. Mai, Doppelprogramm am 21. Mai) verschiedener Genres auf. Am 17. Mai gab es zusätzlich eine Autorenlesung. Das Festival endete am 16. Tag um 11:00 Uhr mit der Vorstellung des 37. Programms der Münchner Lach- und Schießgesellschaft und einem Abschlussfest in einem extra errichteten Theaterzelt um 13:00 Uhr. Als Spielstätte dienten das jeweils das Große Haus und die Reithalle zur Hälfte und einmal das Theaterzelt.

## Bühnen und Stücke
1. Stadttheater Ingolstadt
  - 07. Mai 1993: Der Kaufmann von Venedig (Großes Haus)
  - 13. Mai 1993: Hühnerköpfe (Großes Haus)
2. Volkstheater München
  - 07. Mai 1993: Karl-Valentin-Abend (Reithalle)
  - 08. Mai 1993: Der Drache (Großes Haus)
3. Kabarett aus Ingolstadt
  - 08. Mai 1993: Mit beiden Beinen in der Scheiße (Reithalle)
4. Städtische Bühnen Nürnberg
  - 09. Mai 1993: Nachtwache (Großes Haus)
5. Landestheater Coburg
  - 09. Mai 1993: Riemann-Oper (Reithalle)
  - 20. Mai 1993: Der aufhaltsame Aufstieg des Arturo Ui (Großes Haus)
6. E.T.A.-Hoffmann-Theater Bamberg
  - 10. Mai 1993: Marlene (Großes Haus)
  - 18. Mai 1993: Schreib mich in den Sand (Reithalle)
  - 21. Mai 1993: Die da!, Das Fieber (Doppelprogramm, Reithalle)
7. Städtische Bühnen Regensburg
  - 10. Mai 1993: Goldberg-Variationen (Reithalle)
  - 19. Mai 1993: Kabale und Liebe (Großes Haus)
8. Heinz-Bosl-Stiftung München
  - 11. Mai 1993: Ballettprogramm (Großes Haus)
9. Südostbayerisches Städtetheater Landshut
  - 11. Mai 1993: Wer hat Angst vor Virginia Woolf? (Reithalle)
10. Kammerspiele München
  - 14. Mai 1993: New York, New York (Großes Haus)
11. Landestheater Schwaben Memmingen
  - 14. Mai 1993: Peer Gynt (Reithalle)
  - 15. Mai 1993: Die Affäre Rue de Lourcine (Großes Haus)
  - 16. Mai 1993: Nippes und Stulle spielen Froschkönig (Reithalle)
  - 16. Mai 1993: Nachtpost (Reithalle)
12. Otto-Falckenberg-Schule München
  - 15. Mai 1993: Krach in Chioggia (Reithalle)
13. Stadttheater Würzburg
  - 16. Mai 1993: Maß für Maß (Großes Haus)
  - 20. Mai 1993: Fräulein Julie (Reithalle)
  - 22. Mai 1993: Frostnacht (Reithalle)
14. Theater Erlangen
  - 17. Mai 1993: Fernando Krapp hat mir diesen Brief geschrieben (Großes Haus)
15. Autorenlesung (mit Werner Schlierf und Ingrid Weber)
  - 17. Mai 1993 Traumfetzn (Reithalle)
16. Städtebundtheater Hof
  - 18. Mai 1993: Geschlossene Gesellschaft (Großes Haus)
  - 19. Mai 1993: Ich, Feuerbach (Reithalle)
17. Bayerisches Staatsschauspiel München
  - 21. Mai 1993: Der Großinquisitor (Großes Haus)
18. Städtische Bühnen Augsburg
  - 22. Mai 1993: Baal (Großes Haus)